# Ludcinio Marengo
Ludcinio Marengo, född 14 september 1991, är en nederländsk fotbollsspelare som spelar för bulgariska Tsarsko Selo.

## Karriär

### Tidig karriär
Marengo började spela fotboll i KBV, en klubb i Amsterdam. Marengo spelade även ungdomsfotboll i AFC DWS och AVV Zeeburgia innan han gick till FC Volendam.

### FC Volendam
Marengo debuterade för Volendam i Eerste Divisie den 13 februari 2012 i en 2–1-vinst över AGOVV Apeldoorn, där han blev inbytt på övertid mot Dominique van Dijk. Marengo spelade totalt nio ligamatcher under säsongen 2011/2012. Följande säsong blev det desto mer speltid för Marengo som spelade 31 ligamatcher, varav 17 från start. Säsongen 2013/2014 var han ordinarie i startelvan och gjorde sex mål på 34 ligamatcher. Följande säsong var Marengo fortsatt ordinarie i laget och gjorde 10 mål på 32 ligamatcher.

### ADO Den Haag
I januari 2015 värvades Marengo av ADO Den Haag, där han skrev på ett treårskontrakt med start från sommaren 2015. Marengo gjorde sin Eredivisie-debut den 11 augusti 2015 i en 2–2-match mot PSV Eindhoven, där han blev inbytt i den 85:e minuten mot Roland Alberg. Under sin första säsong i klubben spelade Marengo 21 ligamatcher, där han främst fick agera som inhoppare. Säsongen 2016/2017 hade Marengo fortsatt en roll som främst inhoppare. Han gjorde dock sitt första mål den 11 september 2016 i en 3–1-förlust mot Feyenoord. Marengo spelade totalt 14 ligamatcher för ADO Den Haag under den första halvan av säsongen.

#### Go Ahead Eagles (lån)
Den 31 januari 2017 lånades Marengo ut till Go Ahead Eagles på ett låneavtal över resten av säsongen. I låneavtalet ingick det även att Randy Wolters gick på lån i motsatt riktning. Marengo debuterade den 4 februari 2017 i en 2–1-vinst över NEC Nijmegen, där han blev inbytt i den 84:e minuten mot Sam Hendriks. Marengo spelade totalt sex ligamatcher för Go Ahead Eagles, varav endast en match som startspelare.

### Brann
På norska övergångsfönstrets stängningsdag den 16 augusti 2017 värvades Marengo av norska Brann, där han skrev på ett tvåårskontrakt. Fyra dagar senare debuterade Marengo i Eliteserien i en 4–2-vinst över Viking. Totalt spelade han åtta ligamatcher under hösten 2017, varav fem som startspelare. Under säsongens sista match, en 2–2-match mot Tromsø, gjorde Marengo även sitt första mål för klubben.
Säsongen 2018 spelade Marengo 16 ligamatcher och gjorde två mål. Han hade skadebekymmer och fick under säsongen göra en knäoperation. Säsongen 2019 blev det inget spel i Eliteserien för Marengo som till sommaren 2019 fick lämna klubben i samband med att hans kontrakt gick ut. Han spelade dock två cupmatcher och fyra matcher för andralaget under säsongen.

### Tsarsko Selo
I februari 2020 värvades Marengo av bulgariska Tsarsko Selo. Han debuterade i Bulgariska ligan den 14 februari 2020 i en 1–0-vinst över Vitosha Bistritsa.